# Budapesti mesék
A Budapesti mesék színes, 89 perces, 1976-ban készült magyar játékfilm. Rendezője és forgatókönyvének írója Szabó István.
A Budapesti mesék a rendező második játékfilmjében, az Apában megismert elhagyott villamos „életrekeltésének” motívumát variálja, de azt egész más tartalommal tölti meg. 
A háború után néhányan egy messzi városba akarnak eljutni. Találnak egy villamost, nagy nehezen sínre állítják, húzva-tolva elindulnak vele. Mind többen csatlakoznak, különböző – természeti és lelki – akadályokat kell leküzdeniük. „És egy hajnalon meglátják távolról a várost, s a többi villamost is, ahogy haladnak minden irányból a város felé.”
A film megjelenésekor sok vitát váltott ki, volt olyan kritikai vélemény is, hogy az ábrázolás túlzottan elvont. A Cannes-i Nemzetközi Filmfesztiválon nem keltett különösebb figyelmet.
Ez a parabola (példázat, jelképes elbeszélés) többféle értelmezési lehetőséget kínál. Értelmezték a kollektivitás jelképének, az 1945 utáni magyar történelemről vagy az emberi lélek történetéről szóló példázatnak, illetve egy sajátos Mózes-történetként is. 
A Szabó István-monográfia írója szerint „…a történet egy ember története. A villamos is egy ember pokolra szállása, és ez az ember maga az alkotó.”

## Szereplők
- Bálint András (Fényes, a fiú)
- Mészáros Ági (Gréti néni, anya)
- Kovács Károly (Tablós)
- Franciszek Pieczka (Énekes)
- Szymon Szurmiej (Doktor)
- Békés Rita (Családból Való Nő)
- Madaras József (Kopaszodós)
- Bánsági Ildikó (Nanette)
- Maja Komorowska (Színeket Tudó Lány)
- Huszárik Zoltán (Ablakos, a festő)